# 水衙沟
水衙沟是北京地区的一条排水渠道,莲花河的支流。
位于丰台区卢沟桥乡境内。先后流经郑常庄、六里桥，汇入莲花河。长7.3公里，流域面积15．5平方公里。在六里桥以下部分为底宽10米的方涵。